# Эс-Сабия
Эс-Сабия (Эс-Субийя, Сабийя, араб. الصبية‎) — район (араб. منطقة‎) Кувейта в губернаторстве Джахра. Находится на побережье Персидского залива напротив юго-западной оконечности острова Бубиян, от которого отделён проливом Хор-эс-Сабия, к северу от залива Кувейт, в 30 километрах к северу от Эль-Кувейта, столицы Кувейта.
Запланировано строительство города Эс-Сабия или Мадинат аль-Харир («Город шёлка»). В Эс-Сабии планируется строительство 1001-метрового небоскрёба Бурдж Мубарак аль-Кабир.
В Эс-Сабия находится крупная тепловая электростанция и опреснительная установка.
К северо-западу находится крупное нефтяное месторождение Сабрия (الصابرية‎).

## История
В Эс-Сабия британские археологи под руководством Роберта Картера (Robert Carter) раскопали неолитическое поселение убейдского периода. Найдены фрагменты древних кораблей, представляющие собой пластины битума с отпечатками тростника, датируемые 5000 годом до н. э. На археологическом участке Бахра 1 польско-кувейтская команда археологов раскопала неолитическое поселение убейдского периода (конец 6-го тысячелетия до н. э.). Среди многочисленных жилых зданий найдены остатки храма, самого древнего в регионе Персидского залива. Прямоугольное здание окружено круговой стеной и похоже на храм Эа в Эриду.
В местности Каср-эс-Сабия (قصر الصبية‎ от قصر‎ — крепость) находились руины форта, который охранял вход в пролив Хор-эс-Сабия.
Планы строительства новых городов Эль-Хиран и Эс-Сабия в 1970-е годы были связаны со стремлением Кувейта ограничить рост населения и развитие промышленности в столичном городе Эль-Кувейт, попыткой разрядить демографическую обстановку и понизить плотность населения в наиболее густозаселённых центрах страны.

## Мост Джабера
Через пролив Кувейт строится мост Джабера. Мост состоит из двух частей. Основной мост длиной 36,1 километра связывает Эс-Сабия с пригородом Эль-Кувейта Эш-Шувайх на противоположном, южном берегу залива Кувейт, где расположен порт Эш-Шувайх. Длина морской мостовой конструкции составляет 27 километров. Второй мост длиной 12,4 километра соединит Эш-Шувайх и пригород Доха в южной части залива Кувейт у входа в бухту Сулайбихат.